# Adriana Lecouvreur
Pour les articles homonymes, voir Adrienne Lecouvreur (homonymie).
 (décembre 2019).
Personnages
- Adrienne (Adriana) Lecouvreur (soprano)
- Maurice (Maurizio) de Saxe (ténor)
- Michonnet (baryton)
- Princesse de Bouillon (mezzo-soprano)
- Prince (basse)
- Abbé de Chazeuil (ténor)
- Mademoiselle Jouvenot (soprano)
- Mademoiselle Dangeville (mezzo-soprano)
- Poisson (ténor)
- Quinault (basse)
- Majordome (ténor)

Adriana Lecouvreur est un opéra en quatre actes, musique de Francesco Cilea, livret d'Arturo Colautti, d'après la pièce d'Eugène Scribe, Adrienne Lecouvreur (1849). Il est créé à Milan, au Teatro Lirico, le 6 novembre 1902.

## Interprètes de la création
- Adrienne (Adriana) Lecouvreur (soprano) : Angelica Pandolfini
- Maurice (Maurizio) de Saxe (ténor) : Enrico Caruso
- Michonnet (baryton) : Giuseppe De Luca
- Princesse de Bouillon (mezzo-soprano) : Edvige Ghibaudo
- Prince de Bouillon (basse) : Edoardo Sotolana
- Abbé de Chazeuil (ténor) : Enrico Giordani
- Mademoiselle Jouvenot (soprano) : Mademoiselle Campanelli
- Mademoiselle Dangeville (mezzo-soprano) : Mademoiselle Giussani

## Historique
Le sujet est puisé dans la rivalité, historiquement authentique, qui opposa la princesse de Bouillon et l'actrice Adrienne Lecouvreur, célébrée par Voltaire.
L'œuvre n'a jamais quitté le répertoire international et a tenté les plus grandes tragédiennes lyriques, notamment Magda Olivero, qui tint le rôle de 1939 à 1972. Le rôle d'Adrienne  nécessite une grande chanteuse tragédienne, capable de dire et de projeter des récitatifs et des airs[réf. nécessaire], ce que furent Renata Scotto et Raina Kabaivanska.

## Argument
L'intrigue a lieu à Paris, en 1730.

### Acte I
Dans les coulisses de la Comédie-Française. Un spectacle se prépare : tout le monde s'affaire autour du régisseur, Michonnet. Le prince de Bouillon (patron et admirateur de l'actrice Duclos) et son compagnon l'abbé sont présents. Adriana entre en récitant. Complimentée, elle chante "io son l'umile ancella" (je suis la servante de l'esprit créatif). Apprenant que Duclos écrit une lettre, le Prince décide de l'intercepter. Resté seul avec Adriana, Michonnet lui déclare son amour, mais elle répond qu'elle a un amant : Maurizio, soldat au service du comte de Saxe. Elle ignore cependant que Maurizio est le comte en personne. Celui-ci entre et déclare son amour à Adriana, « la dolcissima effigie ». Ils décident de se rencontrer après la représentation. Adriana lui donne des violettes à mettre à sa boutonnière. Le prince et l'abbé reviennent. Ils ont intercepté la lettre de Duclos, dans laquelle elle demande à rencontrer Maurizio dans la soirée, dans la villa du Prince (elle agit en réalité pour la princesse de Bouillon, à la fois amoureuse de Maurizio et impliquée avec lui dans des questions politiques). Le prince décide d'organiser une fête à la villa afin de révéler au grand jour le rendez-vous galant entre Duclos et Maurizio. La lettre de Duclos parvient à Maurizio, qui annule son rendez-vous avec Adriana. Celle-ci en reçoit le message sur scène : de retour en coulisse, elle paraît troublée. Elle est invitée au souper donné dans la villa, avec les autres acteurs.

### Acte II
Dans une villa au bord de la Seine. La princesse de Bouillon (et non l'actrice Duclos) attend Maurizio en exprimant son amour pour lui : « Acerba voluttà, dolce tortura ». Maurizio arrive en retard ; la princesse est soupçonneuse au sujet des violettes qu'il porte, mais il lui jure qu'il les a apportées pour elle. Il déclare qu'il quittera la ville : la princesse pense qu'il ne l'aime plus, ce qu'il ne nie pas, mais sans lui révéler le nom de sa rivale. Il lui demande d'accepter son amitié, à défaut de son amour. A ce moment là, le Prince et l'abbé arrivent, pensant que Maurizio est avec Duclos, ce que Maurizio sait. Adriana entre et découvre sa véritable identité (il est le comte de Saxe). Maurizio demande à Adriana d'empêcher l'abbé de découvrir qui est l'autre femme, lui assurant que c'est pour des raisons politiques : Adriana le croit et participe. Pendant l'intermezzo, dans l'obscurité, Adriana dit à la princesse qu'elle peut s'échapper. Tout en ignorant qu'elles sont rivales, les deux femmes se disputent avant que la princesse ne parte. Michonnet ramasse un bracelet oublié par la princesse et le tend à Adriana.

### Acte III
Une salle de bal à l'Hôtel de Bouillon. Alors que Maurizio est emprisonné pour dettes, la princesse cherche à savoir qui est sa rivale. Le prince, qui s'intéresse à la chimie, stocke un puissant poison que le gouvernement lui a demandé d'analyser. Le prince et la princesse donnent une réception où sont invités Michonnet et Adriana, dont la princesse pense reconnaître la voix. Lorsque la princesse annonce que Maurizio est blessé en duel, Adriana s'évanouit. Cependant, lorsque, peu de temps après, Maurizio entre indemne, Adriana est extatique. Il chante ses exploits de guerre, « Il russo Mencikoff ». Un ballet est exécuté : « le jugement de Pâris ». Adriana apprend que le bracelet trouvé par Michonnet appartient à la princesse. Les deux femmes ont de plus en plus d'indices pour comprendre qu'elles sont rivales. La princesse demande à Adriana de réciter une scène d'Ariane abandonnée : à la place, elle récite une scène de Phèdre qui est infidèle à son mari, ce qui est insultant pour la princesse. Alors que le jeu d'Adriana est applaudi, la princesse jure de se venger.

### Acte IV
Un salon dans la maison d'Adriana, qui a abandonné le théâtre. Michonnet attend son réveil, des membres de la troupe de théâtre viennent lui offrir des cadeaux et la convaincre de jouer à nouveau. Michonnet a récupéré un collier de diamants, précédemment mis en gage par Adriana pour aider Maurizio à payer ses dettes. Un coffret est livré avec une note de Maurizio ; Michonnet pousse les autres à la hâte dans une autre pièce, pensant que Maurizio reviendra. Pourtant, Adriana découvre en l'ouvrant, un bouquet de violette fanées qu'elle avait offertes à Maurizio. Elle embrasse les fleurs, « Poveri fiori », et les jette au feu. Maurizio entre. Il souhaite l'épouser. Bien qu'ils s'embrassent, il se rend compte qu'elle tremble. Maurizio lui dit qu'il n'a pas envoyé les fleurs. Michonnet et Maurizio se rendent compte qu'elle a été empoisonnée par la princesse. Pendant un instant, elle redevient lucide, « ecco la luce », mais meurt ensuite.

## Discographie sélective
- Adriana Lecouvreur - Renata Tebaldi, Giulietta Simionato, Mario del Monaco, Giulio Fioravanti - Chœur et orchestre de l'Accademia di Santa Cecilia, Franco Capuana - (Decca, 1961);
- Adriana Lecouvreur - Renata Scotto, Elena Obraztsova, Placido Domingo, Sherrill Milnes - James Levine (Sony 1977);
- Adriana Lecouvreur - Angela Gheorghiu, Olga Borodina, Jonas Kaufmann, Alessandro Corbelli - Mark Elder (Decca 2012).